# René Stokvis (producent)
René Stokvis (Den Haag, 19 februari 1942) is een Nederlands producent en regisseur van televisieprogramma's.

## Loopbaan
Stokvis begon in 1965 zijn carrière als regisseur bij de publieke omroep. Hij werkte daar onder andere bij Studio Sport, waar hij naast de reguliere Studio Sport-uitzendingen ook grote sportevenementen als de Europa Cup voetbal, Europese en wereldkampioenschappen schaatsen, het ABN Tennistoernooi en diverse Formule 1-grands prix regisseerde.
Na zijn overstap naar de TROS, waar hij begon met grote amusementsproducties, stapte hij in 1972 over naar muziekbedrijf PolyGram.
In 1979 startte hij met zijn neef Jasper Stokvis zijn eigen televisieproductiebedrijf René Stokvis Producties, dat onder andere programma's als Te land, ter zee en in de lucht, Ingang Oost en That's the Question produceerde.
Na zijn televisiecarrière richtte Stokvis vastgoedbedrijf Park de Griffioen BV op in Amersfoort waarmee hij overal in het land huizen opkocht om te verhuren. In 2021 vielen twee balkons naar beneden van een complex in Oudenbosch dat in eigendom was van deze BV.
- International Standard Name Identifier: 0000 0003 9125 8455
- Nederlandse Thesaurus van Auteursnamen: 070662274
- Virtual International Authority File: 285068597
- WorldCat: E39PBJrwQKxD9KQym9WxDtQTHC